# RSSHub
RSSHub是一个由Node.js编写的RSS源生成器，在MIT許可證下发行，由DIYgod及其他GitHub用户维护。发布后不久登上GitHub Trending。
北京时间2020年3月25日晚，在中国大陆访问RssHub出现障碍，疑似被防火长城屏蔽。

## 特性
RSSHub不是RSS阅读器，它通过根据特定规则抓取互联网上的特定内容，并根据抓取的内容创建RSS源。这可以为本身不支持RSS订阅的网站建立RSS源。用户可以在RSS阅读器内订阅这些RSS源。截至到2018年8月28日，已可以为约80个网站建立超过100个RSS源。